# Coymanshuis

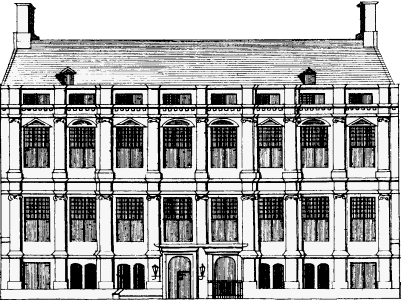
Voorgevel van het Coymanshuis in het Grachtenboek uit 1771.

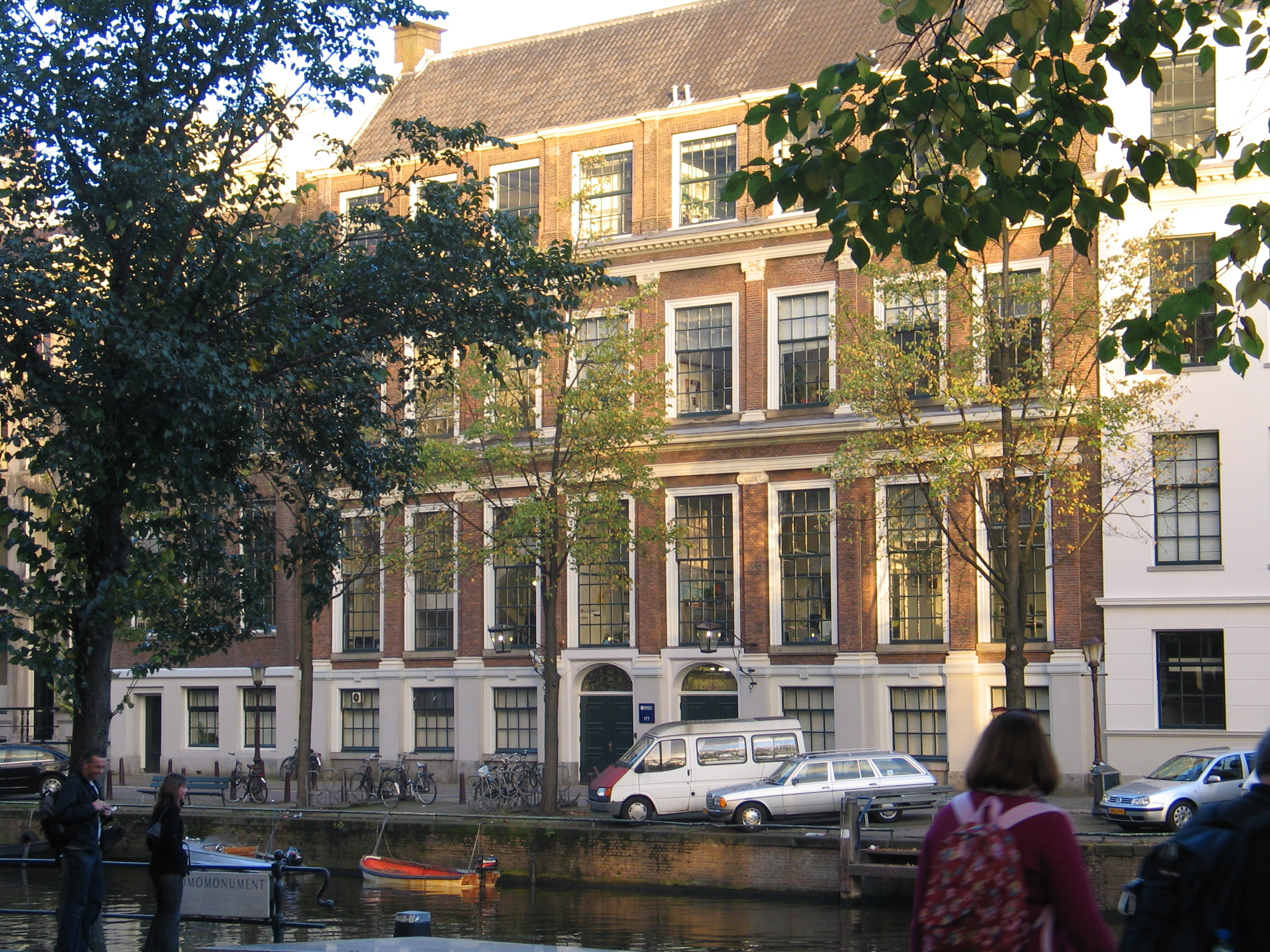
Voorgevel van het Coymanshuis in 2009.

Het Coymanshuis aan de Keizersgracht 177 in de Nederlandse stad Amsterdam is een rijksmonument waarvan de gevel was ontworpen door Jacob van Campen (1596 – 1657).
Het is het eerst bekende architectonische ontwerp van Jacob van Campen. Hij ontwierp de gevel in 1625 voor Balthasar Coymans (1589 - 1657) die in december 1624 het erf had gekocht. In 1631 publiceerden Cornelis Danckerts en Salomon de Bray de voorgevel en plattegrond in hun Architectura Moderna.
Het huis is acht traveeën breed en heeft een gevel met een pilasterstelling: Ionisch op de bel-etage en composiet op de verdieping. De raampartijen (oorspronkelijk kruisvensters) zijn ca 1780 vervangen door schuiframen wat leidde tot het verdwijnen van de frontons boven de ramen op de eerste verdieping. De oorspronkelijke attiek is in 1876 door een volwaardige verdieping vervangen toen het pand tot hogereburgerschool werd verbouwd. De achtergevel stortte in 1931 in en is vervangen.
Het pand werd bewoond door Balthasar II en zijn broer Johan Coymans (1601 - 1657) en diverse andere leden van de firma Coymans. In 1759 kwam het pand in het handen van Jan Pieter Theodoor Huydecoper, nadat de laatste mannelijke telg Balthasar Coijmans (1699-1759) was gestorven. Jan Pieter stierf in Elmina aan de Goudkust en rond 1780 kwam het pand in handen van zijn neef Jan Elias Huydecoper.
Het pand is in 1868 of 1887 aan de stad verkocht. In de 20ste eeuw heeft het tot de jaren '80 het Ir. Lely Lyceum gehuisvest. In het Coymanshuis bevindt zich sinds 2003 het Nederlands hoofdkantoor van Amnesty International.